# Luigi Oreglia di Santo Stefano
Luigi Oreglia di Santo Stefano, italijanski rimskokatoliški duhovnik, škof in kardinal, * 9. julij 1828, Bene Vagienna, † 7. december 1913.

## Življenjepis
Leta 1851 je prejel duhovniško posvečenje.
4. maja 1866 je bil imenovan za naslovnega nadškofa Tamiathisa; 13. maja je prejel škofovsko posvečenje in 15. maja istega leta je postal apostolski nuncij v Belgiji. 29. maja 1868 je postal apostolski nuncij na Portugalskem.
22. decembra 1873 je bil povzdignjen v kardinala in imenovan za kardinal-duhovnika S. Anastasia.
23. decembra 1876 je bil imenovan za prefekta Kongregacije za odpustke in relikvije in 22. oktobra 1877 je postal opat SS. Vincenzo ed Anastasio alle tre Fontane.
Med 27. marcem 1882 in 15. marcem 1883 je bil camerlengo Apostolske pisarne.
Pozneje je postal: 
- kardinal-škof Palestrine (24. marca 1884),
- ponovno camerlengo (27. marca 1885),
- kardinal-škof Porta e Santa Rufine (24. maja 1889), Velletrija in Ostie (istočasno 30. novembra 1896) in
- prefekt Kongregacije za ceremonije (1897).